# 아이바촌 (시가현)
아이바촌(饗庭村)은 시가현 다카시마군에 설치되었던 촌이다. 현재의 다카시마시에 해당한다.